# Билинце
Билинце (алб. Bilinicë или Bilinica; до 1975. године Билинца, алб. Bilinca) је насеље у општини Гњилане на Косову и Метохији. Атар насеља се налази на територији катастарске општине Билинце површине 1.569 ha. На десетак километара од Гњилана налази се српско-албанско село Билинце. У селу је порушена црква непознатог светитеља, а на брду Каљаја, изнад насеља, рушевине неког великог манастира.

## Порекло становништва по родовима
Подаци из 1929
Српски родови:
- Струшковић (1 к., Св. Арханђео), староседеоци из Закошника.
- Стамболићи (2 к., Св. Никола), староседеоци из Селишта.
- Великићи (14 к., Св. Арханђео), пресељени из Мучибабе у Заскошник.
- Гајтанићи (10 к., Св. Арханђео), досељени са Великићима из Мучибабе.
- Јовинци (10 к., Св. Никола), довео их бег Кумарџија из Лопардинца код Бујановца за слуге.

Арнабашки родови:
- Мунишовић (16 к.) и Љамић (12 к.) од фиса Бериш, довео их бег Кумарџија из Мучибабе, а у Мучибабу су досељени са Косова из села Матичана.
- Кукница (9 к.), од фиса Бериш: пресељени из Карадага, из Ранатовца око 1850. године.

## Демографија
Насеље има албанску етничку већину.
Број становника на пописима:
- попис становништва 1948. године: 686
- попис становништва 1953. године: 704
- попис становништва 1961. године: 766
- попис становништва 1971. године: 753
- попис становништва 1981. године: 701
- попис становништва 1991. године: 635